# Polyrhachis queenslandica
Polyrhachis queenslandica är en myrart som beskrevs av Carlo Emery 1895. Polyrhachis queenslandica ingår i släktet Polyrhachis och familjen myror. Inga underarter finns listade i Catalogue of Life.